# Podurile Navajo

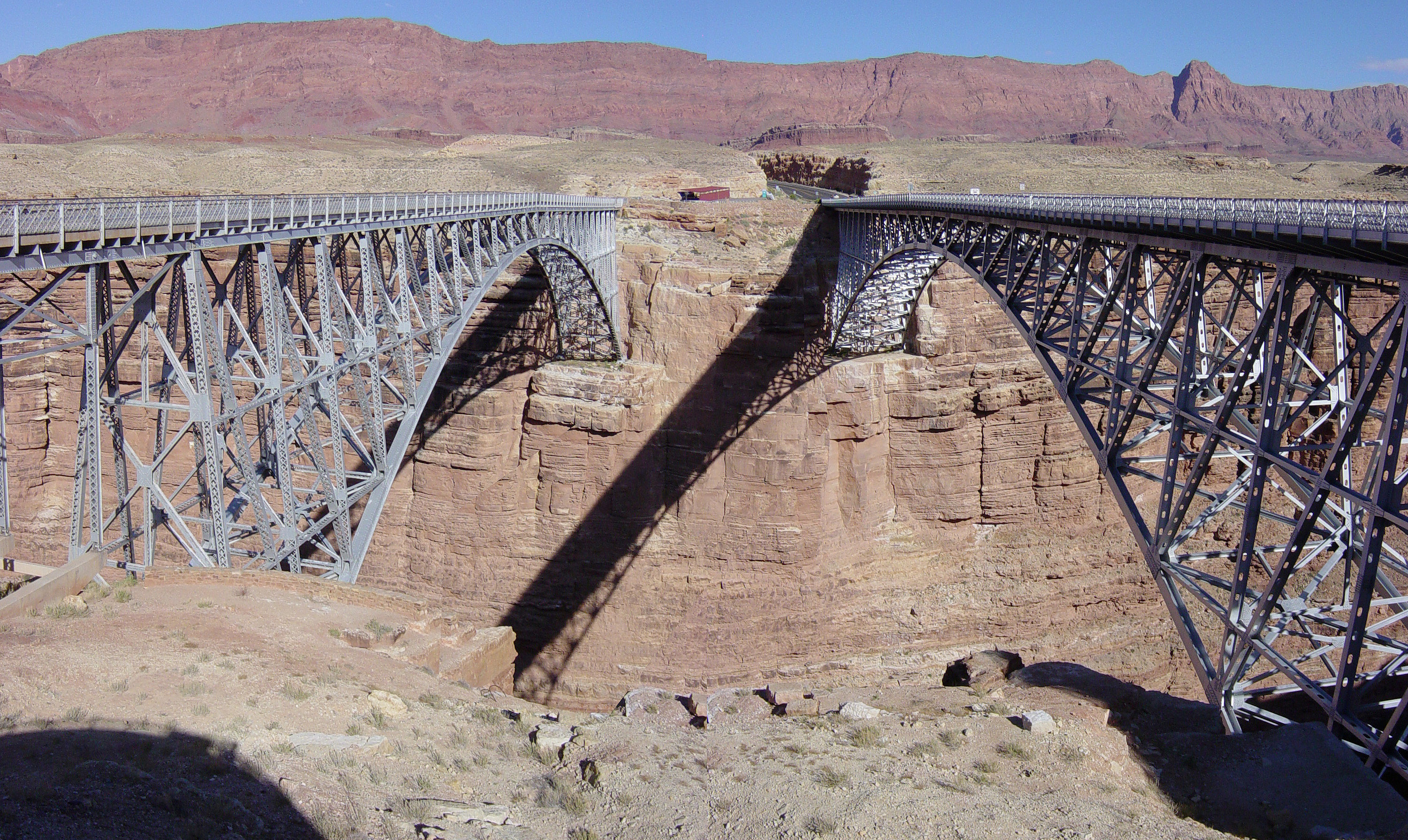
Cele două poduri Navajo, fotografiate în 2006. Cel din stânga este cel vechi, care nu se mai folosește decât de către pietoni și biciclete, iar cel din dreapta este cel nou, care este folosit actualmente.

Podurile Navajo, conform originalului din engleză Navajo Bridges, sunt două poduri metalice care traversează Marble Canyon, unul din canioanele aferente Marelui Canion al fluviului Colorado, într-un punct aflat în apropierea vadului fluviului numit Lee's Ferry,  în partea nordică a statului american Arizona, unind orașele Flagstaff, aflat în partea central nordică a Statului Marelui Canion și Fredonia, aflat la granița nordică a Arizonei cu statul Utah.  Doar unul dintre aceste două poduri este folosit astăzi pentru transportul rutier, și anume cel mai recent construit, finalizat în 1996.
Alături de podul Glen Canyon Bridge, care se găsește în localitatea Page, acest pod este singura cale de traversare a fluviului Colorado, respectiv a Marelui Canion pe  o distanță considerabilă, de aproape 1000 km (sau 600 mile terestre americane).  Arcuindu-se deasupra canionului Marble Canyon, podul permite călătoria din zona nordică a Marelui Canion în sudul Utah, respectiv în porțiunile altfel inaccesibile ale statului Arizona situate la nord de fluvil Colorado, așa cum ar fi platoul North Rim al Parcului Național al Marelui Canion.
Primul dintre aceste două poduri, numit inițial Podul Navajo, întrucât se află pe teritoriul rezervației Navajo, a fost construit și terminat în 1929, în timp ce cel de-al doilea, care a preluat în întregime traficul rutier al primului, a fost terminat în 1996.  Când s-a hotărât construirea unui al doilea pod, în 1990, întrucât creșterea traficului rutier din anii 1970 și 1980 risca să amenințe siguranța utilizării sale, s-a hotărât ca podul original să fie menținut și conservat în stare normală de utilizare, fiind deschis doar traficului pietonal și bicicletelor.  De altfel, podul Navajo original a fost declarat monument național la 13 august 1981, fiind pe lista Registrului Național al locurilor istorice a guvernului Statelor Unite ale Americii.